# Calozenillia tamara
Calozenillia tamara är en tvåvingeart som först beskrevs av Josef Aloizievitsch Portschinsky 1884.  Calozenillia tamara ingår i släktet Calozenillia och familjen parasitflugor. Inga underarter finns listade i Catalogue of Life.